# Jacques-Alphonse Testard
Pour les articles homonymes, voir Testard.
Jacques-Alphonse Testard, né le 7 juillet 1810 à Montargis et mort le 6 février 1875 à Paris, est un peintre français.

## Biographie
Jacques-Alphonse Testard est le fils de François Testard, employé à la sous-préfecture, et de Félicité Ducourtial.
Élève d'Hippolyte Vanderburch, il expose au Salon de 1842 à 1870.
En 1839, il épouse Charlotte Alexandrine Rousseau.
Il meurt à son domicile de la rue du Pré, à l'âge de 64 ans, puis est inhumé au cimetière parisien de Saint-Ouen.